# Кошелев, Пётр Львович
Пётр Льво́вич Ко́шелев (1916—1946) — советский лётчик бомбардировочной и торпедоносной авиации ВВС РККФ в годы Великой Отечественной войны, Герой Советского Союза (22.07.1944). Капитан (19.02.1942).

## Биография
Пётр Кошелев родился 27 сентября 1916 года в слободе Сормово (ныне — в черте Нижнего Новгорода). В годы гражданской войны с семьей жил в городах Череповце, Вологде, Нижнем Тагиле. В 1925 году Кошелевы вернулись в Нижний Новгород. Окончил семь классов школы и школу фабрично-заводского ученичества (ныне ПТУ № 26), после чего работал фрезеровщиком завода «Новое Сормово».
В мае 1934 года был призван на службу в Рабоче-Крестьянский Красный Флот. Окончил два курса Высшего военно-морского училища имени М. В. Фрунзе в 1936 году. Окончил Военно-морское авиационное училище имени И. В. Сталина в городе Ейске в 1937 году. С ноября 1937 года служил в 12-й отдельной авиационной эскадрилье ВВС Балтийского флота в должностях младшего лётчика-наблюдателя и штурмана отряда. Участвовал в советско-финской войне, выполнил 30 боевых вылетов на нанесение бомбовых ударов. Летал на самолёте МБР-2, в одном из вылетов самолёт был сбит и упал в Финский залив, экипаж был спасен через несколько часов с льдины советским кораблём. За мужество награждён своей первой наградой — орденом Красного Знамени. В ноябре 1940 года был переведён в 15-ю отдельную разведывательную эскадрилью ВВС Балтийского флота на должность флагманского штурмана.
С начала Великой Отечественной войны — на её фронтах в прежней должности. Начал воевать на самолётах МБР-2 и ДБ-3, участвовал в Прибалтийской оборонительной операции и в обороне Моонзундских островов. В бою 14 сентября 1941 года самолёт был сбит, экипаж сумел посадить горящую машину на воду и свыше километра добирался до берега вплавь.
В апреле 1942 года переведён штурманом звена в 1-й гвардейский минно-торпедный авиационный полк ВВС Балтийского флота. Там освоил самолёт А-20 «Бостон». Участвовал в битве за Ленинград.
К середине 1944 года гвардии капитан Пётр Кошелев был штурманом эскадрильи 1-го гвардейского минно-торпедного авиаполка 8-й минно-торпедной авиационной дивизии ВВС Балтийского флота. К тому времени он совершил 188 боевых вылетов (в том числе 105 на бомбардировку наземных объектов противника, 45 на разведку, 18 на морские минные постановки, 12 на спецзадания, 8 — на торпедные атаки вражеских кораблей, потопив 4 и повредив 1 транспорт, уничтожив 8 вражеских самолётов.
Указом Президиума Верховного Совета СССР от 22 июля 1944 года за «образцовое выполнение заданий командования и проявленные мужество и героизм в боях с немецкими захватчиками» гвардии капитан Пётр Кошелев был удостоен высокого звания Героя Советского Союза с вручением ордена Ленина и медали «Золотая Звезда» за номером 4017.
В сентябре 1944 года был сбит и сел на вынужденную посадку. С тяжёлыми травмами Кошелев был отправлен в госпиталь. К тому времени на его счету было 198 боевых вылетов, потоплено лично и в группе 6 транспортов противника.
После выписки из госпиталя по медицинским показаниям был переведён на Черноморский флот, где назначен штурманом 2-й отдельной смешанной авиационной эскадрильи ВВС флота. Выполнял транспортные полёты по доставке командования и личного состава в военно-морские базы и пункты базирования. Трагически погиб 10 августа 1946 года, похоронен на Старом городском кладбище Севастополя.

Могила П. Л. Кошелева на Старом городском кладбище Севастополя.

## Награды
- Герой Советского Союза (22.07.1944);
- Орден Ленина (22.07.1944);
- Три ордена Красного Знамени (1940, 2.12.1941, 3.11.1943);
- Орден Отечественной войны 1-й степени (20.03.1943);
- Медаль «За боевые заслуги» (3.11.1944);
- Медаль «За оборону Ленинграда» (вручена в 1943)[3].

## Память
- Мемориальные доски в его честь установлены в Нижнем Новгороде на доме, где он жил (улица Энгельса, дом 6), на здании ПТУ N 26 и на территории завода «Новое Сормово»[3].
- В честь П. Л. Кошелева названа улица в Московском районе Нижнего Новгорода[5].